# Fortuyniidae
Fortuyniidae é uma família de ácaros pertencentes à ordem Sarcoptiformes.
Géneros:
- Alismobates Luxton, 1992
- Circellobates Luxton, 1992
- Fortuynia Hammen, 1960
- Litoribates Pfingstl & Schatz, 2017